# Polygala crista-galli
Polygala crista-galli là một loài thực vật có hoa trong họ Polygalaceae. Loài này được Chodat miêu tả khoa học đầu tiên năm 1913.